# Conferència Est
La Conferència Est a l'NBA està composta per quinze equips i organitzada en tres divisions de cinc equips cada una.
Els líders de cada divisió es classifiquen matemàticament per disputar els playoffs, mentre que els cinc equips restants seran els que posseeixin un millor balanç victòries-derrotes. Per cada conferència es classifiquen vuit equips.
Divisió Atlàntica
- Boston Celtics
- New Jersey Nets
- New York Knicks
- Philadelphia 76ers
- Toronto Raptors

Divisió Sud-est
- Atlanta Hawks
- Charlotte Hornets
- Miami Heat
- Orlando Magic
- Washington Wizards

Divisió Central
- Chicago Bulls
- Cleveland Cavaliers
- Detroit Pistons
- Indiana Pacers
- Milwaukee Bucks

## Campions de la Conferència Est
Campions NBA en negreta
- 1947: Philadelphia Warriors
- 1948: Philadelphia Warriors
- 1949: Washington Capitols
- 1950: Syracuse Nationals
- 1951: New York Knicks
- 1952: New York Knicks
- 1953: New York Knicks
- 1954: Syracuse Nationals
- 1955: Syracuse Nationals
- 1956: Philadelphia Warriors
- 1957: Boston Celtics
- 1958: Boston Celtics
- 1959: Boston Celtics
- 1960: Boston Celtics
- 1961: Boston Celtics
- 1962: Boston Celtics
- 1963: Boston Celtics
- 1964: Boston Celtics
- 1965: Boston Celtics
- 1966: Boston Celtics
- 1967: Philadelphia 76ers
- 1968: Boston Celtics
- 1969: Boston Celtics
- 1970: New York Knicks
- 1971: Baltimore Bullets
- 1972: New York Knicks
- 1973: New York Knicks
- 1974: Boston Celtics
- 1975: Washington Bullets
- 1976: Boston Celtics
- 1977: Philadelphia 76ers
- 1978: Washington Bullets
- 1979: Washington Bullets
- 1980: Philadelphia 76ers
- 1981: Boston Celtics
- 1982: Philadelphia 76ers
- 1983: Philadelphia 76ers
- 1984: Boston Celtics
- 1985: Boston Celtics
- 1986: Boston Celtics
- 1987: Boston Celtics
- 1988: Detroit Pistons
- 1989: Detroit Pistons
- 1990: Detroit Pistons
- 1991: Chicago Bulls
- 1992: Chicago Bulls
- 1993: Chicago Bulls
- 1994: New York Knicks
- 1995: Orlando Magic
- 1996: Chicago Bulls
- 1997: Chicago Bulls
- 1998: Chicago Bulls
- 1999: New York Knicks
- 2000: Indiana Pacers
- 2001: Philadelphia 76ers
- 2002: New Jersey Nets
- 2003: New Jersey Nets
- 2004: Detroit Pistons
- 2005: Detroit Pistons
- 2006: Miami Heat
- 2007: Cleveland Cavaliers
- 2008: Boston Celtics
- 2009: Orlando Magic
- 2010: Boston Celtics
- 2011: Miami Heat
- 2012: Miami Heat
- 2013: Miami Heat
- 2014: Miami Heat
- 2015: Cleveland Cavaliers
- 2016: Cleveland Cavaliers
- 2017: Cleveland Cavaliers
- 2018: Cleveland Cavaliers

## Títols
- 21: Boston Celtics
- 9: Philadelphia 76ers / Syracuse Nationals
- 8: New York Knicks
- 6: Chicago Bulls
- 5: Detroit Pistons
- 5: Miami Heat
- 4: Washington Wizards / Bullets
- 4: Cleveland Cavaliers
- 3: Golden State / Philadelphia Warriors
- 2: New Jersey Nets
- 2: Orlando Magic
- 1: Washington Capitols
- 1: Indiana Pacers